# Ɔ̃̌
Ɔ̃̌ (minuscule : ɔ̃̌), appelé O ouvert tilde caron, est une lettre latine utilisée dans l’orthographe standardisée des langues du Congo-Kinshasa dont le ngbaka minangende et dans l’écriture du bassa (langue krou), du lyélé.
Elle est formée de la lettre O ouvert avec un tilde suscrit et un caron.

## Utilisation
En ngbaka minangende, le ‹ ɔ̃̌ › est utilisé dans les ouvrages linguistiques pour représenter la voyelle /ɔ/ nasalisée avec un ton montant ; la nasalisation est indiquée à l’aide du tilde, et le ton est indiqué à l’aide du caron. Dans l’orthographe, le ton est habituellement indiqué uniquement lorsqu’il y a ambigüité.

## Représentations informatiques
Le O ouvert tilde caron peut être représenté avec les caractères Unicode suivants : 
- décomposé (supplément latin-1, alphabet phonétique international, diacritiques) :

| formes    | représentations | chaînes de caractères | points de code       | descriptions                                                         |
| --------- | --------------- | --------------------- | -------------------- | -------------------------------------------------------------------- |
| capitale  | Ɔ̃̌               | Ɔ◌̃◌̌                   | U+0186 U+0303 U+030C | lettre majuscule latine o ouvert diacritique tilde diacritique caron |
| minuscule | ɔ̃̌               | ɔ◌̃◌̌                   | U+0254 U+0303 U+030C | lettre minuscule latine o ouvert diacritique tilde diacritique caron |